# Grabstede
Grabstede ist ein Ortsteil der Gemeinde Bockhorn im Landkreis Friesland in Niedersachsen. Der rund 1000 Einwohner zählende Ort liegt auf einem Geestrücken und grenzt an das Naturschutzgebiet Bockhorner Moor und den Neuenburger Urwald.

## Geschichte
Für das Kloster in Bredehorn wurden in dessen Umgebung Klosterhöfe gegründet, auch der heute noch in Grabstede zu findende Klosterhof Grabhorn. Der Name dieses seit 1565 nachweisbaren Hofes leitet sich von Grape (Jauche, Gülle) und Horna (eine gekrümmte, langgestreckte Flur) ab. Diese Bezeichnung beschreibt den dichten Viehbesatz der Umgebung.
Grabstede entstand als Siedlung der Arbeiter und deren Familien. Ende des 19. Jahrhunderts wurde das Dorf an die Bahnstrecke Ellenserdamm–Ocholt angeschlossen. Diese Anbindung ist jedoch heute nicht mehr zu finden, genau wie die 1919 abgerissene Windmühle. Seit 1921 sorgt die Freiwillige Feuerwehr Grabstede für den Brandschutz und die allgemeine Hilfe in dem Ort.

## Bildung
Die Grundschule Grabstede ist eine der beiden Grundschulen der Gemeinde Bockhorn.

## Vereine
Mehrere Vereine befinden sich im Ort, darunter neben der Freiwilligen Feuerwehr, ein Schützenverein, eine Showband und verschiedene Sportvereine im Dorf.

## Persönlichkeiten
- Gerd Eilers (1788–1863), deutscher Pädagoge
- Thore Fröllje (17. Dezember 1975), Europameister im Klootschießen